# مهاية
المهاية، (بالإنجليزية: M'Haya)‏، هي جماعة قروية تابعة لإقليم مكناس ضمن جهة مكناس تافيلالت بالمغرب في التقسيم الإداري والترابي القديم ، ثم أصبحت ابتداء من  2015 تنتمي إلى جهة فاس مكناس  ، و بلغ مجموع عدد سكان المهاية  حسب إحصاءات 2004 حوالي 21.112 نسمة من بينهم 2 أجانب يعيشون في 21.112 أسرة.
الجماعة القروية المهاية من أهم الجماعات القروية بعمالة مكناس نظرا لطبيعة موقعها الإستراتيجي إذ تقع على الطريق الوطنية رقم 6 بين مدينتي مكناس وفاس وسط مدن صغرى ك عين تاوجطات  و سبع عيون و مولاي يعقوب.
تبلغ مساحتها 104 كلم 2.توجد فوق سهل سايس ويبلغ عدد سكانها 21108 نسمة.يشتغلون بالفلاحة و الزراعة وتربية الماشية في حين يحتل قطاع التجارة والخدمات أهم مورد بمركز جماعة المهاية الذي يعتبر محطة مرور في غاية الأهمية.
تتكون من تجمعات سكنية مهمة منها المركز الحضري على الطريق الوطنية رقم 6 ويضم هذا الأخير أحياء تحتوي على كثافة سكانية مهمة.كما تضم الجماعة عددا من الدواوير جلها على شكل تجمعات ذات بنيات صلبة.

## المعالم

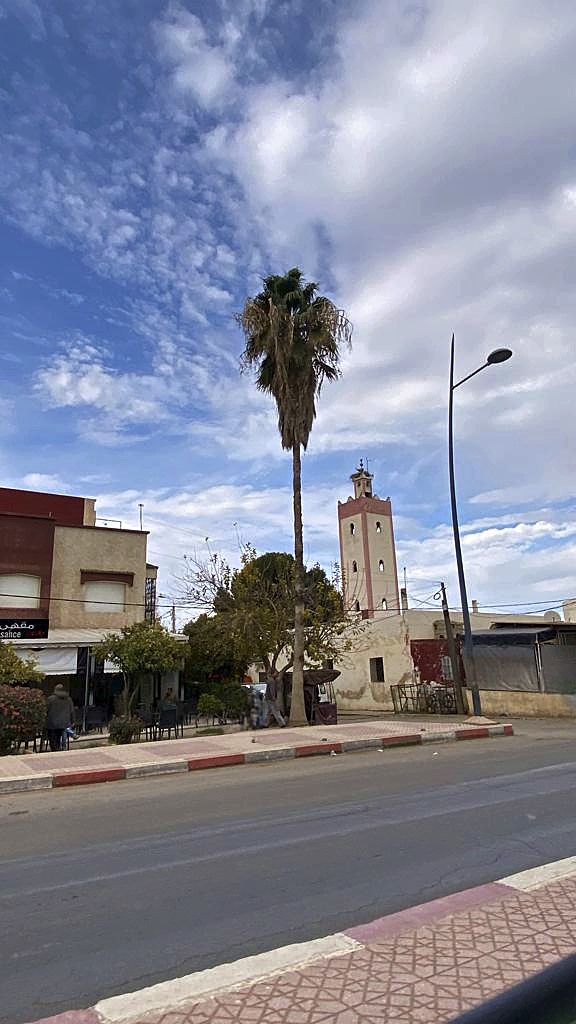
مسجد المهاية

## الجماعة القروية المهاية
دوار اعرب الصباح(المهاية)

## دواوير الجماعة
الشبكة
.الزوالة
.ولاد سليم
.مستورة
.الرحامنة
.حي النهضة
.سيدي ميمون
.الخراريب
.أولاد براز
.السخونات 
. حي سواسة
.حي الخيام
 حي الفتح 
 الحرمين 
 دوار المسكين 
 درب ماما